# Джусойты, Нафи Григорьевич
Нафи́ Григо́рьевич Джусо́йты (Нафи́ Джусо́ев, осет. Джусойты Григорийы фырт Нафи; 27 февраля 1925, село Ногкау, ныне Дзауского района Южной Осетии — 26 июня 2017, Владикавказ) — советский и осетинский поэт, драматург, публицист, литературовед, переводчик, народный писатель Осетии. Главный научный сотрудник Юго-Осетинского НИИ им. З. Н. Ванеева, доктор филологических наук, член-корреспондент Академии наук Грузинской ССР, лауреат премии «Яблоко нартов». Родной брат поэта Таймураза Хаджеты.

## Биография
Родился в семье крестьянина в Кударском ущелье Южной Осетии. В 1941 году окончил Кировскую среднюю школу с золотой медалью и с началом Великой Отечественной войны, 24 июля ушёл добровольцем на фронт. Демобилизовался в ноябре 1945 года.
В 1945 году после окончания войны начал работать инструктором Юго-Осетинского обкома партии. С 1947 по 1949 годы — цензор главлита Юго-Осетии. Работал специальным корреспондентом газеты «Заря Востока» по Юго-Осетии. Заочно учился на историческом факультете Северо-Осетинского государственного педагогического института им. К. Л. Хетагурова, который окончил в 1949 году. После его окончания поступил в аспирантуру при Ленинградском институте русской литературы (Пушкинский дом). В 1953 году защитил кандидатскую диссертацию «Коста Хетагуров и русская литература» под руководством члена-корреспондента АН СССР П. Н. Беркова.
С 1954 года стал работать заведующим отделом литературы и фольклора в научно-исследовательском институте им. З. Н. Ванеева. В 1968 году защитил докторскую диссертацию «История осетинской литературы дореволюционного периода».
Автор более 400 научных работ, в том числе 12 монографий. Подготовил первые научные издания Сека Гадиева, Елбаздуко Бритаева, Темирболата Мамсурова и других классиков осетинской литературы. В частности, в виде монографий выходили его книги об осетинских писателях и поэтах:
- «Коста Хетагуров» (1958),
- «Сека Гадиев» (1958),
- «Елбаздуко Бритаев» (1963),
- «Арсен Коцойты» (1964),
- «Цомак Гадиев» (1965),
- «Александр Кобалов»,
- «Гино Бараков»,
- «Созур Баграев»,
- «Нигер» (1992),
- «Грис Плиев»

и другие.
Автор учебника осетинской литературы для 8-9 классов, словаря литературных терминов и др. Осуществил перевод на осетинский язык русских, украинских, грузинских классиков, в том числе романа в стихах А. С. Пушкина «Евгений Онегин». В свою очередь, книги Джусойты издавались в переводах на русский язык (4 книги), грузинский (3), украинский (2), польский и казахский (по одной).
Нафи Джусойты жил и работал в Цхинвале. Скончался 26 июня 2017 года в Владикавказе на 93-м году жизни.

## Литературная и общественная деятельность
В 1949 году была издана первая книга стихов «Сердце солдата». Автор сборников стихов «Слово сердца» (1953), «Лирика» (1955), «Думы Осетии» (1959), «Я родился в горах» (1960), «В трудном возрасте» (1962), «Безымянная книга» (1967), повести «Солнцеворот» (1965) и романов «Кровь предков» (1965), «Двенадцать ран как одна…» (1970).
Избирался депутатом Юго-Осетинского горкома[уточнить] и облисполкома, Верховного Совета Грузинской ССР, СССР.

## Награды
- Орден «Уацамонга» (17 июня 2015) — за выдающиеся заслуги перед Отечеством, большой личный вклад в дело становления государственности Республики Южная Осетия, в развитие научного осетиноведения и в связи с 90-летием со дня рождения[5].
- Благодарность Президента Российской Федерации (25 мая 2015, Россия) — за заслуги в укреплении дружбы и сотрудничества между народами Российской Федерации и Республики Южная Осетия[6]
- Почетная грамота Кабардино-Балкарской Республики (17 марта 2015, Кабардино-Балкария, Россия) — за большой вклад в развитие национальной литературы
- Заслуженный деятель науки Республики Южная Осетия (14 марта 2013) — за большие заслуги в области осетинской литературы, многолетнюю плодотворную научную и общественно-политическую деятельность[7].
- Медаль Пушкина (17 марта 2008, Россия) — за большой вклад в распространение, изучение русского языка и сохранение культурного наследия, в сближение и взаимообогащение культур наций и народностей[8].
- Орден «Знак Почёта» (1984)
- Орден «Честь и слава» II степени (Абхазия)[9]
- Народный писатель Южной Осетии
- Лауреат премии К. Хетагурова

## Произведения
- Æз райгуырдтæн хохы, [Цхинвал], 1960; Зын кары, Цхинвал, 1962; в рус. пер. — Мой горный край. Стихи, М., 1963; Доброта. Стихи, М., 1969.